# Eloy García Valero

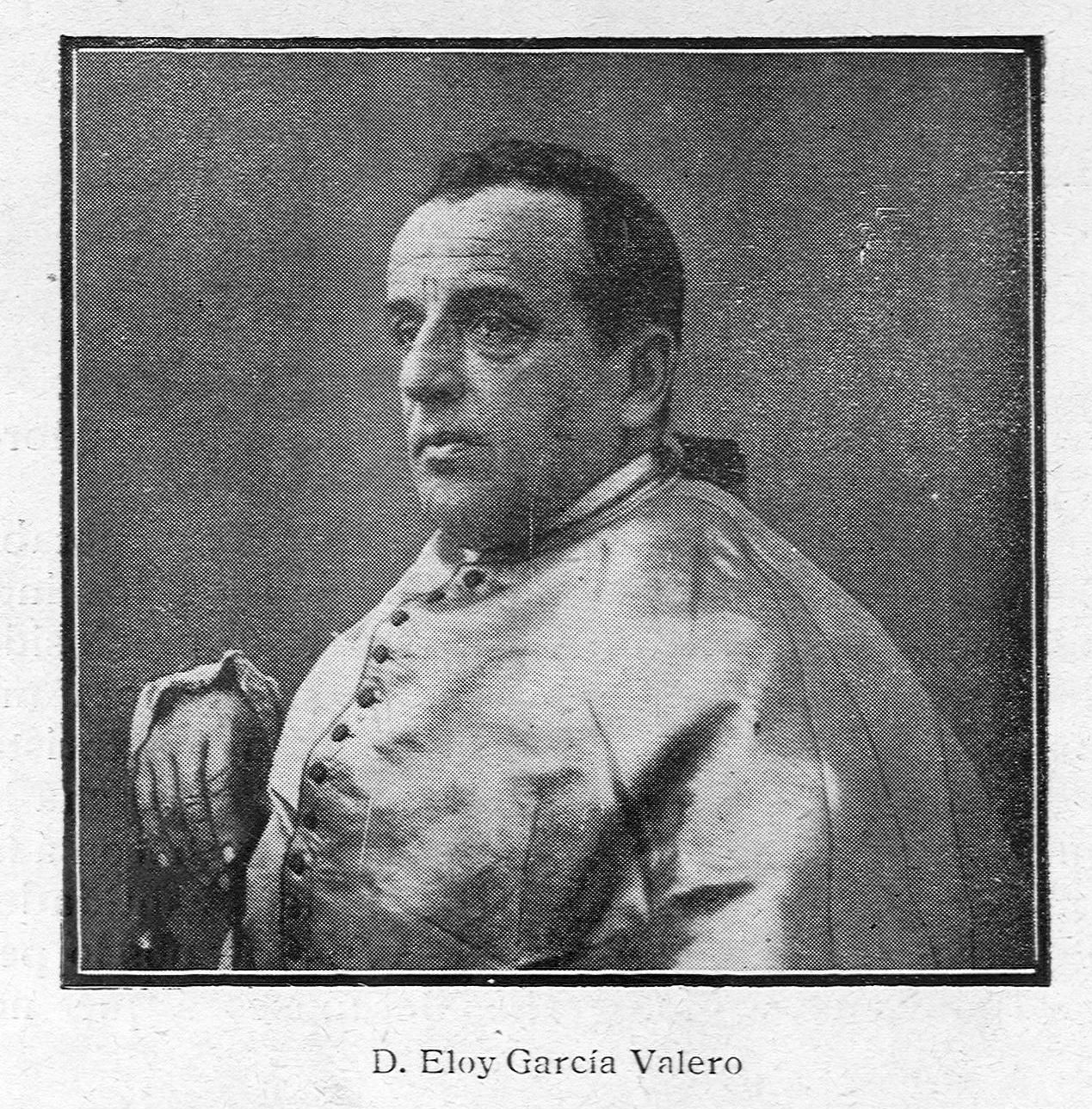
Retrato fotográfico, en 1912

Eloy García Valero (Ronda, 1839-Sevilla, 1917) fue un escritor y sacerdote español.

## Biografía
Nació en la localidad malagueña de Ronda el 31 de diciembre de 1839. En el Seminario de Málaga empezó sus estudios, concluyendo las carreras de Teología y Cánones. Una vez concluida la carrera de sacerdote, cursó las de Filosofía y Letras y Derecho, en Sevilla, hasta doctorarse en ambas. Llegó a ser nombrado rector de los Reales Alcázares de Sevilla; capellán de honor del rey (quien le condecoró con la encomienda de Carlos III por el primer sermón que predicó en la capilla pública del palacio de Oriente) e individuo de la Academia de Buenas Letras, desde 1888. García Valero, que escribió prosa y poesía, tomó parte en concursos como el certamen de la Sociedad Católica de Córdoba, el internacional de Buenos Aires, el de la Asociación de Católicos de Sevilla, que le premió su obra El Pontificado y la Ciudad Eterna, y los de la Real Academia Sevillana y el Ateneo de Sevilla. Fue canónigo de la catedral de Sevilla. Falleció en 1917 en Sevilla.
Entre sus obras figuraron títulos como Poesías varias; Estudios acerca del Clasicismo y el Romanticismo; La Encíclica Conditione Opificum, con la tradición católica en el problema social, presentada al Congreso Católico de Sevilla (del que fue ponente) en 1892; Calderón y su siglo; Ideales de Calderón; Santo Tomás y su tiempo, La novela contemporánea; Necrología de D. Francisco Rodríguez Zapata; Góngora y el Culteranismo; No8do, poema en fábula, lujosamente editado en caracteres góticos por el Ayuntamiento de Sevilla, y su notable opúsculo El Pontificado Romano, paráfrasis de los salmos 3.º, 67 y 72.